# 藤牌营胡同
藤牌营胡同，是位于中国北京市西城区中部的一条胡同。现已无存。

## 简介
藤牌营胡同北起成方街，向南再向东折，最后向南到卧佛寺街（1957年改造为复兴门内大街），长度很短。藤牌营胡同旧称“藤牌营”，因此地为藤牌营的驻地而得名。藤牌营是此处镶红旗地界的兵营，属于一种专业技术兵种。1980年代，藤牌营胡同被拆除，原址兴建中国工艺美术馆（今为百盛购物中心）及国旅大厦。